# العقيدة البرهانية (كتاب)
عقيدة البرهانية في علم الألوهية، الشهيرة بـالعقيدة البرهانية، أو العقيدة السلالجية للإمام أبي عمرو عثمان السلالجي (ت 574هـ)، هي عقيدة مختصرة على طريقة أهل السنة الأشاعرة وقد امتازت العقيدة البرهانية بصغر حجمها، وبساطة أسلوبها، وشموليتها لمجموع ما تدور عليه العقيدة الأشعرية من مبادئ، وقد لقيت من القبول والاستحسان بين علماء أهل السنة والجماعة ما جعلها تشرح في سائر الأقطار الإسلامية المغربية والمشرقية، فكانت من المقررات الدراسية في الجوامع والمدارس، وتولى كثير من العلماء شرحها، وكتب لها الانتشار في الأندلس والمغرب وتونس والجزائر.

## نبذة عن المؤلف
ينتسب صاحب «العقيدة البرهانية» أبو عمرو عثمان بن عبد الله السلالجي إلى جبل سليلجو بنواحي مدينة فاس، وبيت السلالجي من البيوت المشهورة بفاس، وقد كان أبو عمرو أفقهها وأعلمها بالإضافة إلى أبنائه وأحفاده من بعده، وكان يلقب بـ«إمام أهل المغرب في علم الاعتقاد»، و«منقذ أهل فاس من التجسيم» وهي ألقاب تدل على مكانته العلمية. وكان مولده نحو سنة (521هـ) وانتقل إلى فاس في مبتدأ عمره لحفظ القرآن ودراسة العلوم الشرعية بالمساجد، ثم التحق بجامع القرويين فقرأ الموطأ والمدونة والرسالة على يد أبي عبد الله محمد بن عيسى التادلي وأبي الحسن بن خليفة، وانتقل بعد ذلك إلى دراسة علم الكلام بعد ما أظهر معارضته لأفكار بعض أساتذته، فابتدأ بكتاب «الإرشاد إلى قواطع الأدلة في أصول الاعتقاد» لإمام الحرمين الجويني، وقد وجد السلالجي في أستاذيه «ابن حرزهم» (ت 559هـ) و«ابن الرمامة» (ت 567هـ) ما كان يتوقعه منهما، فانطلق بثبات للتعمق في علم الكلام الأشعري. ولما سافر إلى مراكش والتقى بشيخه ابن الاشبيلي كان ذلك بمثابة تعويض عن الرحلة إلى الحجاز التي لم يوفق لإكمالها، لكن مقامه بمراكش لم يطل، إذ سرعان ما عاد إلى فاس لاستكمال ما بدأه من تدريس بها، وكانت دروسه تلقى إقبالاً كبيراً. وتوفي الإمام السلالجي (سنة 574هـ)- في الراجح من الأقوال- بفاس وبها دفن.

## سبب تأليفها
طلبت منه تلميذته خيرونة (ت 594هـ)، امرأة أندلسية صالحة زاهدة، أرادت أن تتعلم أمور علم الكلام ما يجعل عقيدتها في مأمن من الانحراف والزيغ، وقد طلبت من أستاذها أن يكتب لها في لوحها شيئاً تقرأه على ما يلزمها من العقيدة، فاستجاب لطلبها، وكان يكتب لها في لوحها فصلاً، فإذا حفظته ومحته كتب لها لوحا ثانياً، فكان ذلك دأبها حتى كملت لها، فلقبت بـ«البرهانية»: «وهكذا استطاعت هذه المرأة الزاهدة أن تحقق ما عجز عنه الرجال المقربون إلى أبي عمرو، فدفعته إلى الكتابة والتأليف بعدما كان يفر من ذلك ويخشاه طيلة حياته، وبذلك تكون صاحبة الفضل في نشر وإذاعة آراء ومواقف شيخها في كل البلاد.» يقول ابن مومن تلميذ السلالجي: «كان بمدينة فاس امرأة تسمى خيرونة، وكانت من الصالحات القانتات الزاهدات الغافلات المؤمنات، وكانت تعظمه وتوقره وتلزم مجلسه، فرغبت إليه أن يكتب لها في لوحها شيئاً تقرأه على ما يلزمها من العقيدة، فكان يكتب لها في لوحها فصلاً متى كلفته ذلك، فكانت تحفظه، فإذا حفظته ومحته كتب لها لوحا ثانياً، فكان ذلك دأبها حتى كملت عقيدة وكتبتها وكتبت عنها ولقبت بالبرهانية وصارت بأيدي الناس كثيراً.»

## موضوعها
بعد التقديم بالبسملة والحمدلة والصلاة على النبي، قسمها المؤلف إلى ثمانية عشر فصلاً، ويمكن تقسيمها-بحسب هذه الفصول-إلى خمسة أبواب:
1. الطبيعيات: ويذكر فيها المؤلف آراءه في التعريف بالعالم وأنه كل موجود سوى الله تبارك وتعالى، ثم ذكر رأيه حول تقسيم العالم إلى جواهر وأعراض وذكر الدليل على إثبات ذلك.
2. الإلهيات: وابتدأه بالاستدلال على إثبات وجود الصانع وقدَمه وأنه قائمٌ بنفسه، مثبتا صفات الله تعالى وأقسامها، ثم انتقل إلى الحديث عن جواز رؤية الله تعالى والحديث عن خلق الأعمال والعدل الإلهي.
3. النبوات: وذكر أن من الجائزات أيضا ابتعاث الرسل وتأييدهم بالمعجزات، متحدثاً عن حقيقة المعجزة وشروطها، والحديث عن عصمة الأنبياء والرسل، وبيان معجزة سيدنا محمد (ص)، ثم ذكر باقي السمعيات من الحشر والنشر وعذاب القبر وسؤال الملكين والصراط والميزان والحوض والشفاعة، وكذا ضرورة الإيمان بأنباء الآخرة جملة وتفصيلا.
4. أحكام التكليف: ثم انتقل إلى الحديث عن أحكام التكليف، وذكر أن أصول الأحكام ثلاثة: الكتاب والسنة والإجماع، وأن الإيمان جملة هو التصديق، ثم ذكر وجوب التوبة عند مقارفة الذنب وشروط ذلك، وأنها على الفور.
5. الإمامة: وتحدث فيه عن شروط الإمامة وطريقة ثبوتها وأحكامها، وأنه ليس من شرطها أن تثبت نصا، بل تثبت نصاً أو اجتهاداً، ثم تحدث عن أفضال الصحابة، وأنهم الخلفاء الراشدون والأئمة المهديون.

يقول السلالجي: «فهذه عقيدة أهل السنة والجماعة في سبيل الإيجاز، تلقاها الخلف عن السلف، لا يسع أحد جهلها»، ثم ختمها بالدعاء والصلاة والسلام على النبي.

## شروحها
من الشروح يُذكر:
1. شرح أبي عبد الله الكتاني (ت 596هـ) وقد نسبه إليه اليفرني في المباحث العقلية.
2. شرح الرعيني (ت 598هـ) ذكره الهبطي في رسالة في الأحوال.
3. شرح ابن الزق (كان حيا في سنة 612هـ) لكنه مفقود، نقل عنه المديوني في شرحه.
4. شرح الأستاذ الخفاف (توفي في: ق7هـ) ذكره المراكشي في الذيل والتكملة، وتوجد نسخ عدة منه مخطوطة، سماه «شرح العقيدة البرهانية» أوله الحمد لله الذي اخترع المحدثات بقدرته الخ. وذكره عبد الله محمد الحبشي في كتابه: «جامع الشروح والحواشي» تحت عنوان: «العقيدة البرهانية» -ج2/ص: 1203 مشيرا إلى أنه يسمى أيضا «إيضاح العقيدة البرهانية» (كشف الظنون:1158/ دار الكتب المصرية)- نشر المجمع الثقافي في أبو ظبي /2004.
5. شرح ابن بزيزة (ت 673هـ) وقد نقل فيه عن ابن الكتاني لكن نصه مفقود، ويسمى شرح العقيدة البرهانية.
6. شرح اليفرني (ت 734هـ) وسماه «المباحث العقلية في شرح معاني العقيدة البرهانية»، ذكره أبو الحسن الطنجي من ضمن تآليف اليفرني، ويعتبر هذا الشرح أهم وأدق شرح للبرهانية، وتوجد منه أكثر من مخطوطتين في حالة جيدة.
7. شرح العقباني (ت 811هـ) أبي عثمان سعيد بن محمد بن العقباني، وهو مطبوع بتحقيق: نزار حمادي ضمن كتاب سماه: «العقيدة البرهانية والفصول الإيمانية لأبي عمرو عثمان السلالجي، مع شرح العقيدة البرهانية لابن العقباني» عن مؤسسة المعارف للطباعة والنشر ببيروت-الطبعة الأولى/2008.

بالإضافة أيضا إلى بعض الشروح والمختصرات الأخرى: كمختصر الجزولي (توفي في: ق10هـ) وتقييد للسملالي (توفي في: ق9هـ)، وشرح محمد بن عبد الرحمن المديوني (ت 966هـ)، وشرح الجدميوي، وشرح التنبكتي، ونظم الهبطي.